# Język nanggu
Język nanggu (nagu, nangu), także: engdewu – język z gałęzi malajsko-polinezyjskiej języków austronezyjskich, dawniej zaliczany do grupy wschodniopapuaskiej. Używany na Wyspach Salomona. Posługuje się nim niewielka społeczność na wyspie Nedö (Santa Cruz).
Według danych z 1999 roku posługuje się nim 206 osób. Jest poważnie zagrożony wymarciem.
Dawniej uchodził za język papuaski (nieaustronezyjski), ale ostatecznie został zaliczony do języków oceanicznych, wraz z santa cruz (natügu) i äiwoo (reefs) . Wszystkie te języki znalazły się w propozycji grupy wschodniopapuaskiej. 
Język został pierwszy raz opisany przez Andersa Vaa w pracy doktorskiej pt. A Grammar of Engdewu. An Oceanic language of the Solomon Islands.